# Dittsche – Das wirklich wahre Leben
Dittsche – Das wirklich wahre Leben is een Duitse komedieserie, die sedert 2004 op WDR wordt uitgezonden. De serie heeft geen script en telt slechts drie hoofdpersonages, die in een snackbar in Hamburg een meestal weinig samenhangend gesprek improviseren. Het hoofdpersonage, Dittsche, wordt gespeeld door Olli Dittrich en is een werkloze, niet bijster intelligente vijftiger in een badjas en badslippers, die doorgaans niets anders doet dan ’s avonds aan de toonbank enkele biertjes te drinken en in plat Hamburgs absurde onzin uit te kramen. De andere vaste personages zijn Ingo (Jon Flemming Olsen), de baas van de frituur, en tot 2017 Schildkröte (Franz Jarnach), die in de snackbar zat en weinig spraakzaam was. Na de dood van Jarnach werd zijn plaats in de serie door zijn zoon Schildkrötensohn (Jens Lindschau) overgenomen. Iedere aflevering duurt een halfuur. Er werden ruim 200 episoden van gemaakt. Deze droge, laconieke serie waarin zoals in het ‘werkelijk ware leven’ niet veel ophefmakends gebeurt, werd met meerdere prijzen onderscheiden.

## Concept
De serie wordt live opgenomen in de Eppendorfer Grill-Station aan de Eppendorfer Weg 172 in Hamburg. Eind jaren 90, voordat Dittsche een zelfstandige reeks werd, was het een onderdeel van het programma Quatsch Comedy Club. De opnamestijl, in een ietwat vale sepiatint, doet aan bewakingscamera’s denken; de camerashots duren steeds slechts enkele seconden en wisselen af zoals in een CCTV-systeem. Ingo staat gewoonlijk achter de toonbank en wast af of reinigt de vitrine. Normaliter komt Dittsche ’s avonds laat binnen, terwijl Schildkröte (de naam van het personage was onbekend) aan een tafeltje zat. Terwijl Dittsche een of ander vergezocht verhaal over de actualiteit, de politiek of sport vertelt, komen meestal andere bezoekers binnen om eten te bestellen (dit kunnen gastacteurs zijn, zoals Anke Engelke, Rudi Carrell of Jan Böhmermann). Dittsche is het meest aan het woord: met zijn slecht geïnformeerde betogen over van alles en nog wat werkt hij Ingo of andere gasten geregeld op de zenuwen. Hij drinkt twee of drie flesjes bier (aanvankelijk Jever, later Dittschberger Bräu geheten, nadien Burdinski Bräu als aandenken aan Dietmar Burdinski, die tot zijn dood in 2010 aan het concept meewerkte) en morst zijn flesje geregeld op de grond. Aan het eind van iedere aflevering wendde hij zich tot Schildkröte, die in de beginjaren een halfuur stilzwijgend aan een tafeltje zat te roken en na invoering van het rookverbod af en toe naar buiten ging voor zijn sigaret. Schildkröte antwoordde meestal niets anders dan: „Halt die Klappe, ich hab’ jetzt Feierabend!” (hou je snater, mijn werkdag is gedaan). 
Aangezien er geen draaiboek wordt gebruikt, bereidt Dittrich zich voor met brainstormingsessies waarop de andere acteurs niet aanwezig zijn, opdat ze spontaner op Dittsche zouden kunnen reageren. De cameraperspectieven verlaten hoogst zelden de centrale ruimte van de frituur.

## Personages

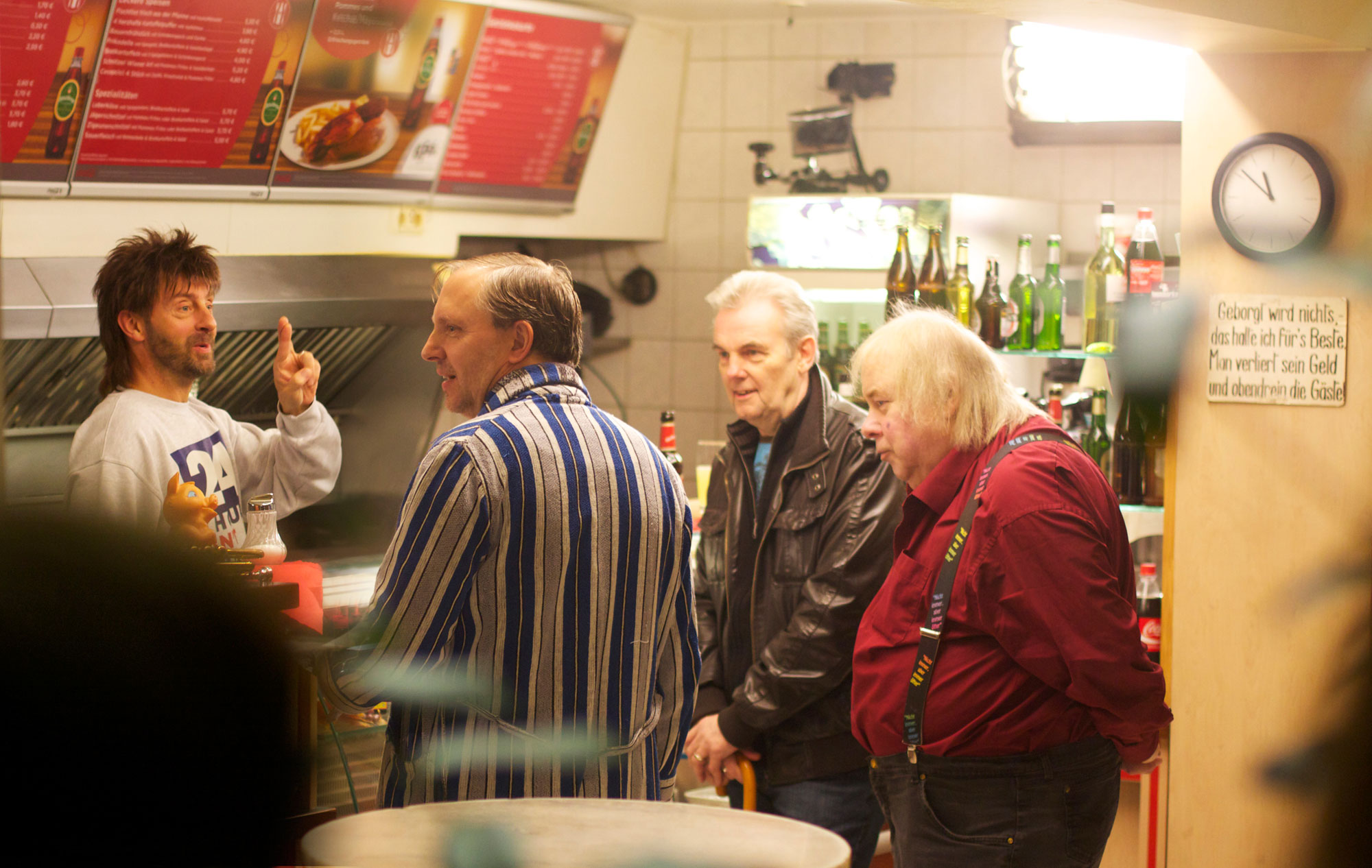
Jon Flemming Olsen, Olli Dittrich, Knut Hartmann, Franz Jarnach na een opname van Dittsche

DittscheMijnheer Dittschmann, zoals hij in werkelijkheid heet, is begin de vijftig en werkloos. Hij draagt steeds dezelfde gestreepte badjas en pyjamabroek met pantoffels, bahalve wanneer hij kortstondig werk heeft en in een pak verschijnt. Bij zijn intrede in de frituur heeft hij meestal een boodschappenzakje van de Aldi bij zich, dat Ingo achter de toonbank legt. Dittsche spreekt in een zware Noord-Duitse tongval. Hij is een mislukkeling, maar niet per se antipathiek. In zijn incoherente uiteenzettingen tijdens het drinken van bier verwerkt hij half begrepen nieuwsberichten en zaken die hij in documentaires heeft gehoord of in tijdschriften heeft gelezen. Door zijn beperkte intellectuele vermogens ontbreekt het hem aan een politieke overtuiging. Af en toe vertelt hij hoe hij zijn buren, de familie Karger, onbedoeld in de problemen heeft gebracht, maar hij ziet het gênante ervan niet in.
IngoDe exploitant van de snackbar, die door Dittsche meestal mein Ingomann genoemd wordt, is intelligenter dan Dittsche. Hij poogt Dittsche geregeld tegen beter weten in bij zijn verstand te brengen of hem tot redelijkheid te bewegen, wat maar zelden lukt. Hij staat vrijwel steeds achter de toonbank en maakt schoon. Dittsches nare gewoonte om zijn slippers op de toonbank te leggen ergert hem mateloos, alsook het constante morsen van bier op de vloer.
SchildkröteDe schildpad, wiens naam nooit onthuld werd, dankte zijn bijnaam aan zijn lederen jekker met schildpadpatroon en werd ook weleens ‘Mr Piggy’ genoemd. Hij sprak weinig en rookte aanvankelijk constant, toen dit nog mocht. Professioneel deed hij iets met een ‘zaag’ in een fabriek. Na zijn dood in januari 2017 overtuigde Dittsche Ingo om als aandenken een terrarium met een schildpad in de snackbar te plaatsen. Zijn zoon Jens, bekend als Schildkrötensohn, is elektricien en zit soms ongeveer op dezelfde plaats in de frituur. Op het tafeltje van Schildkröte staat sedert het overlijden van de acteur een bordje met ‘gereserveerd’ erop. Dittsche is zeer verontwaardigd wanneer iemand dit tafeltje wil innemen.

## Prijzen
- 2004: Deutscher Fernsehpreis
- 2005: Adolf-Grimme-Preis voor Olli Dittrich
- 2009: Deutscher Comedypreis voor Olli Dittrich